# 1969 au Québec
Cet article traite des événements survenus en 1969 au Québec. 

## Événements

### Janvier
- 20 janvier : création du Conseil du patronat du Québec dont le premier président est Charles Perreault[1].
- 24 janvier : le ministre Jean-Guy Cardinal signe des ententes relatives à une coopération dans les domaines des télécommunications, des investissements et des échanges industriels avec la France. Ottawa déclare que Québec a outrepassé ses pouvoirs car, selon lui, les télécommunications sont de compétence fédérale[2].

### Février
- 7 février : Le Parti nationaliste chrétien publie son programme électoral[3].
- 13 février : une bombe éclate à la Bourse de Montréal en pleine séance de transactions faisant une vingtaine de blessés. Les dégâts sont évalués à 1 million de dollars[4].
- 15 février : une manifestation d'étudiants de l'Université Sir George Williams tourne à l'émeute. Ils accusent un des professeurs d'être raciste[5].
- 23 février : Jean-Jacques Bertrand annonce un congrès au leadership de l'Union nationale[6].
- 25 février : ouverture de la quatrième session de la 28e législature qui se fait pour la première fois au Salon vert de l'Assemblée nationale[7].

### Mars
- 4 mars : le felquiste Pierre-Paul Geoffroy, accusé d'avoir participé à l'attentat contre la Bourse de Montréal, est arrêté[8].
- 11 mars : le budget Dozois prévoit des dépenses de 3.37 milliards de dollars pour 1969-1970, un record[9].
- 27 mars : Ottawa annonce que le nouvel aéroport sera construit à Sainte-Scholastique à 40 kilomètres au nord de Montréal. 3126 avis d'expropriation sont envoyés aux résidents des environs car le gouvernement fédéral a besoin de 93 000 acres de terrain pour son édification. Québec accueille fort mal cette décision car il avait recommandé un emplacement en Montérégie[10].
- 28 mars : 15 000 manifestants défilent devant l'université McGill, dénonçant la "domination de l'establishment anglophone de Montréal sur le peuple québécois" et réclamant un "McGill français". La manifestation se déroule dans le calme malgré un accrochage avec des contre-manifestants anglophones[11].

### Avril
- 8 avril : match inaugural des Expos de Montréal au Parc Jarry. Ils jouent contre les Mets de New York remportent la partie 11-10[12].
- 9 avril : Création de l'Université du Québec à Montréal (UQAM) par la fusion de l'École des beaux-arts de Montréal, du collège Sainte-Marie et de trois écoles normales[13].

### Mai
- 2 mai : entrée en vigueur de la loi donnant le droit de vote aux Autochtones du Québec[14].
- 4 mai : Pour la deuxième année consécutive, les Canadiens de Montréal remportent la Coupe Stanley, battant de nouveau les Blues de Saint-Louis 4 parties à 0 lors des séries éliminatoires[15].
- 8 mai : inauguration du premier Festival de la chanson de Granby[16].
- 16 mai : Québec et Ottawa en viennent à une entente sur l'aménagement d'un parc à Forillon[17].
- 24 mai : John Lennon organise un bed-in pour la paix à l'Hôtel Queen Elizabeth de Montréal[18].

### Juin
- 22 juin : congrès au leadership de l'UN. Jean-Jacques Bertrand est élu chef avec 58 % des votes contre 42 % à Jean-Guy Cardinal et 0,9 % à André Léveillé. Le parti sort tout de même divisé de cette course et les membres les plus nationalistes commencent à le quitter[19].

### Juillet
- 7 juillet : la loi sur les langues officielles est adoptée par la Chambre des communes à Ottawa[20].
- 23 juillet : Bertrand annonce un remaniement ministériel : Rémi Paul devient ministre de la Justice, Mario Beaulieu ministre des Finances et Armand Maltais ministre des Institutions financières[7].
- 24 juillet : Pierre Bourgault est acquitté de l'accusation d'avoir provoqué l'émeute du 24 juin 1968[21].

### Août
- 26 août : le député libéral d'Ahuntsic, Jean-Paul Lefebvre, conteste le leadership de Jean Lesage et demande la tenue d'un congrès à la chefferie[22].

### Septembre
- 2 septembre : la commission scolaire de Saint-Léonard annonce que son unique école anglaise n'ouvrira pas ses portes cette année et invite les membres de la communauté italienne à inscrire leurs enfants à l'école française[23].
- 7 septembre : première de la série télévisée Quelle famille!, mettant en vedette Janette Bertrand et Jean Lajeunesse[24].
- 10 septembre : une manifestation de la LIS (Ligue d'intégration scolaire) se déroule à Saint-Léonard, malgré l'interdiction du maire. La violence éclate, l'acte d'émeute est proclamé, il y a une centaine d'arrestations[22].
- 16 septembre : arrêtés pour le meurtre d'une hôtelière de Percé, le criminel français Jacques Mesrine et sa conjointe parviennent à s'évader de la prison de Gaspé[25].
- 14 septembre : annonce qu'un congrès du PLQ aura lieu en janvier prochain[26].
- 19 septembre : l'économiste Jacques Parizeau annonce son ralliement au Parti québécois[27].
- 26 septembre : Pierre Laporte annonce qu'il se porte candidat à la direction du PLQ[28].

### Octobre
- 5 octobre : les délégués du Crédit social votent la création d'une aile québécoise du parti[29].
- 7 octobre : les 3700 policiers et les 2400 pompiers de Montréal se mettent en grève. Ils se réunissent lors d'une assemblée tumultueuse au Centre Paul-Sauvé. L'Assemblée nationale, qui reprend ses travaux le même jour, fait voter une loi spéciale leur ordonnant de rentrer au travail. Jean Drapeau demande des renforts de la SQ, de la GRC et de l'armée canadienne, mais il est trop tard. Des manifestants (surtout des chauffeurs de taxi) prennent d'assaut le garage de la Murray Hill. Trois autobus sont incendiés, un autre est lancé en flammes contre les portes d'un garage. Les gardes privés tirent du toit et font un mort. La manifestation dégénère en émeute dans l'ouest de Montréal. Quelques magasins et hôtels sont pillés dont le rez-de-chaussée du Queen Elizabeth[30].
- 8 octobre :
  - Les policiers retournent au travail et rétablissent l'ordre[31].
  - L'Union nationale remporte les élections complémentaires de Trois-Rivières, Vaudreuil-Soulanges, Saint-Jacques et Sainte-Marie. Jean Cournoyer est le nouveau député de Saint-Jacques[7].
- 17 octobre - Robert Bourassa annonce sa candidature à la chefferie du Parti libéral[32].
- 23 octobre : Jean-Guy Cardinal dépose le projet de loi 63, frère jumeau de l'ancien projet de loi 85 mort au feuilleton le printemps passé. Cette loi, devant en principe promouvoir l'usage de la langue française dans les écoles, permet en fait la liberté de choix des parents pour la langue d'enseignement[33].
- 26 octobre : une centaine d'associations québécoises décident de former un Front commun du Québec français, qui orchestrerait une semaine complète de manifestations afin d'empêcher l'Assemblée nationale d'adopter la loi 63[34].
- 31 octobre : 40 000 personnes manifestent contre le projet de loi 63 devant le Parlement[35].

### Novembre
- 12 novembre : Montréal interdit les manifestations et certaines assemblées publiques dans la ville[36].
- 16 novembre : la Société Saint-Jean-Baptiste donne son appui à l'idée d'indépendance politique du Québec[37].
- 20 novembre : la loi 63 est adoptée[38].
- 28 novembre : adoption de la loi créant la Société québécoise d'initiative pétrolière (Soquip)[39].
- 30 novembre : une bombe explose sur le campus de l'université McGill[40].

### Décembre
- 2 décembre : le Repos du Vieillard, maison de refuge pour personnes âgées située à Notre-Dame-du-Lac flambe, faisant 38 morts parmi les 75 résidents. Selon René Lévesque, cette maison, qu'il avait visitée en 1966, aurait dû être condamnée depuis longtemps[41].
- 17 décembre : dépôt du rapport de la commission Laurendeau-Dunton sur le monde du travail. Selon lui, dans tous les domaines passés en revue, les francophones sont désavantagés par rapport aux anglophones. Leurs revenus sont nettement inférieurs et ils ont beaucoup moins de chances d'occuper un poste de direction[42].
- 23 décembre : la session est prorogée[43].

## Naissances
- Louise Lavigueur (fille du clan de la famille Lavigueur) († 7 septembre 1991)
- Stéphane Breton (acteur)
- Stéphane Gagné (ancien motard et délateur)
- Stéphane Sainte-Croix (homme d'affaires et homme politique)
- 2 janvier - Patrick Huard (humoriste et acteur)
- 7 février - Yves Racine (joueur de hockey)
- 10 février - Valérie Valois (actrice)
- 11 mars - Daniel Lacroix (joueur et entraineur de hockey)
- 27 mars - Stéphane Morin (joueur de hockey)
- 7 avril - Rob Murphy (en) (joueur de hockey)
- 8 avril - Martine Ouellet (femme politique)
- 17 avril - Peter MacLeod (humoriste)
- 20 avril - Isabelle Brouillette (actrice)
- 15 mai - Ève Cournoyer (chanteuse) († 12 août 2012)
- 16 mai - Yannick Bisson (acteur)
- 28 mai - Jean-François Quintin (joueur de hockey)
- 9 juin - André Racicot (joueur de hockey)
- 14 juin - Éric Desjardins (joueur de hockey)
- 15 juin - Jesse Bélanger (joueur de hockey)
- 19 juin - Marc Hervieux (artiste lyrique)
- 26 juin - Éric Salvail (animateur et producteur)
- 29 juin - Claude Béchard (homme politique) († 7 septembre 2010)
- 7 juillet - Nathalie Simard (chanteuse)
- 21 juillet - Mara Tremblay (chanteuse)
- 25 juillet - Charles Lafortune (acteur)
- 21 août - Josée Chouinard (patineuse artistique)
- 23 août -
  - Geneviève Brouillette (actrice)
  - Isabelle Brossard (actrice)
- 25 août - France Beaudoin (animatrice de la télévision et de la radio)
- 28 août - Pierre Turgeon (joueur de hockey)
- 2 septembre - Stéphane Matteau (joueur de hockey)
- 4 septembre - Frédéric Bastien (journaliste, historien, professeur et homme politique)  († 16 mai 2023)
- 23 septembre - Donald Audette (ancien joueur de hockey)
- 26 septembre - Anthony Kavanagh (humoriste).
- 28 septembre - Éric Lapointe (chanteur)
- 7 octobre - Michel Picard  (joueur de hockey)
- 25 octobre - Martin Cloutier (humoriste du duo Dominic et Martin)
- 9 novembre - Louis Émond (écrivain)
- 12 novembre - David Boutin (acteur)
- 15 décembre - Chantal Petitclerc (athlète)
- 22 décembre - Myriam Bédard (athlète)

## Décès
- 27 février - Marius Barbeau (ethnologue) (º 5 mars 1883)
- 29 mars - Camille Roy (homme politique) (º 13 juillet 1911)
- 15 mai - Joe Malone (joueur de hockey) (º 28 février 1890)
- 21 mai - Pierre Dupuy (avocat et diplomate) (º 9 juillet 1896)
- 3 juin - Robert Gadouas (acteur) (º 28 septembre 1927)
- 6 juin - Paul-Léon Dubé (homme politique) (º 27 avril 1892)
- 30 octobre - Cyrille Vaillancourt (ancien président du Mouvement Desjardins) (17 janvier 1892)

### Articles sur l'année 1969 au Québec
- Loi 63
- Opération McGill français

## Sources et références
1. ↑  Bilan du siècle
2. ↑  Louis La Rochelle. En flagrant délit de pouvoir. Boréal. 1982. p. 123
3. ↑  Le PNC précise sa pensée politique: ordre et théocratie, puis indépendance. La Presse. 8 février 1969. p. 7
4. ↑  Louis Fournier. FLQ. Québec-Amérique. 1982. p. 202
5. ↑  La révolte étudiante oubliée de 1969 Mise à jour le samedi 15 février 2014 à 2 h 44 HNE
6. ↑  Michel Roy. Bertrand demande un congrès au leadership. Le Devoir. 24 février 1969. p. 1, 2
7. 1 2 3  « Chronologie parlementaire 1969-1970 » (consulté le 30 avril 2009)
8. ↑  Idem, p. 205
9. ↑  En flagrant délit de pouvoir. p. 124
10. ↑  Bilan du Siècle
11. ↑  Chronologie de l'histoire du Québec
12. ↑  Présentation de la première partie des Expos de Montréal au parc Jarry
13. ↑  « UQAM | À propos de l'UQAM | Historique », sur www.uqam.ca (consulté le 12 janvier 2016).
14. ↑  Jacques Lacoursière. Histoire populaire du Québec tome 5. Septentrion. 2007. p. 169
15. ↑  Conquête de la Coupe Stanley par le Canadien de Montréal
16. ↑  Bilan du Siècle
17. ↑  Parc Forillon: l'entente sera conclue mardi. Le Devoir. 17 mai 1969. p. 1, 2
18. ↑  Peter Brown. Yesterday, les Beatles. Robert Laffont. 1984. p. 342
19. ↑  En flagrant délit de pouvoir, p. 125
20. ↑  Pierre-C. O.Neil. Le bill des langues officielles est adopté à l'unanimité à la Chambre. Le Devoir. 8 juillet 1969. p. 1,2
21. ↑  L'affaire du 24 juin. Bourgault acquitté. Le Devoir. 25 juillet 1969. p. 1, 2
22. 1 2  En flagrant délit de pouvoir, p. 126
23. ↑  Louis Fournier. FLQ. Québec Amérique. Montréal. 1982. p. 226
24. ↑  Bilan du Siècle
25. ↑  Bilan du Siècle
26. ↑  Gilles Lesage. Les 16 et 17 janvier, un congrès de leadership bref, mais austère. Le Devoir. 15 septembre 1969. p. 1
27. ↑  Pierre Duchesne. Jacques Parizeau tome 1. Québec-Amérique. 2001. p. 478
28. ↑  Louis La Rochelle. En flagrant délit de pouvoir. Montréal. 1982. p. 126
29. ↑  Michel Roy. Le Ralliement se lance dans l'arène provinciale. Le Devoir. 6 octobre 1969. p. 1, 2
30. ↑  FLQ, p. 226
31. ↑  Louis Fournier. FLQ. Québec Amérique. Montréal. 1982. p. 227
32. ↑  Louis La Rochelle. En flagrant délit de pouvoir. Montréal. 1982. p. 127
33. ↑  FLQ, p. 231
34. ↑  Louis Fournier. FLQ. Montréal. 1982. p. 231
35. ↑  Louis Fournier. FLQ. Québec Amérique. Montréal. 1982. p. 232
36. ↑  Louis Fournier. FLQ. Québec Amérique. Montréal. 1982. p. 233
37. ↑  Bilan du Siècle
38. ↑  Louis La Rochelle. En flagrant délit de pouvoir. Boréal Express. Montréal. 1982. p. 128
39. ↑  Louis la Rochelle. En flagrant délit de pouvoir. Boréal Express. Montréal. 1982. p. 128
40. ↑  Louis Fournier. FLQ. Québec Amérique. Montréal. 1982. p. 234
41. ↑  Dans nos archives: 38 aînés mouraient brûlés en 1969 à Notre-Dame-du-Lac
42. ↑  André Charbonneau, « Une infériorité flagrante qui appelle d'urgence des solutions radicales », Le Devoir,‎ 18 décembre 1969, p. 1,2
43. ↑  Chronologie parlementaire 1969-1970